# Трејси Волтер
Трејси Волтер (енгл. Tracey Walter) је амерички филмски и телевизијски глумац, рођен у Џерзи Ситију (Њу Џерзи, САД). У својој дугој каријери коју је започео 1971. године појавио се у преко 100 филмова и телевизијских серија. Нашој публици је познат по улогама у филмовима Бетмен Тима Бертона из 1989. године са Џеком Николсоном и Мајкл Китоном и Конан уништитељ са Арнолдом Шварценегером, Оливијом Дабо и Грејс Џоунс.